# Safata de sorra

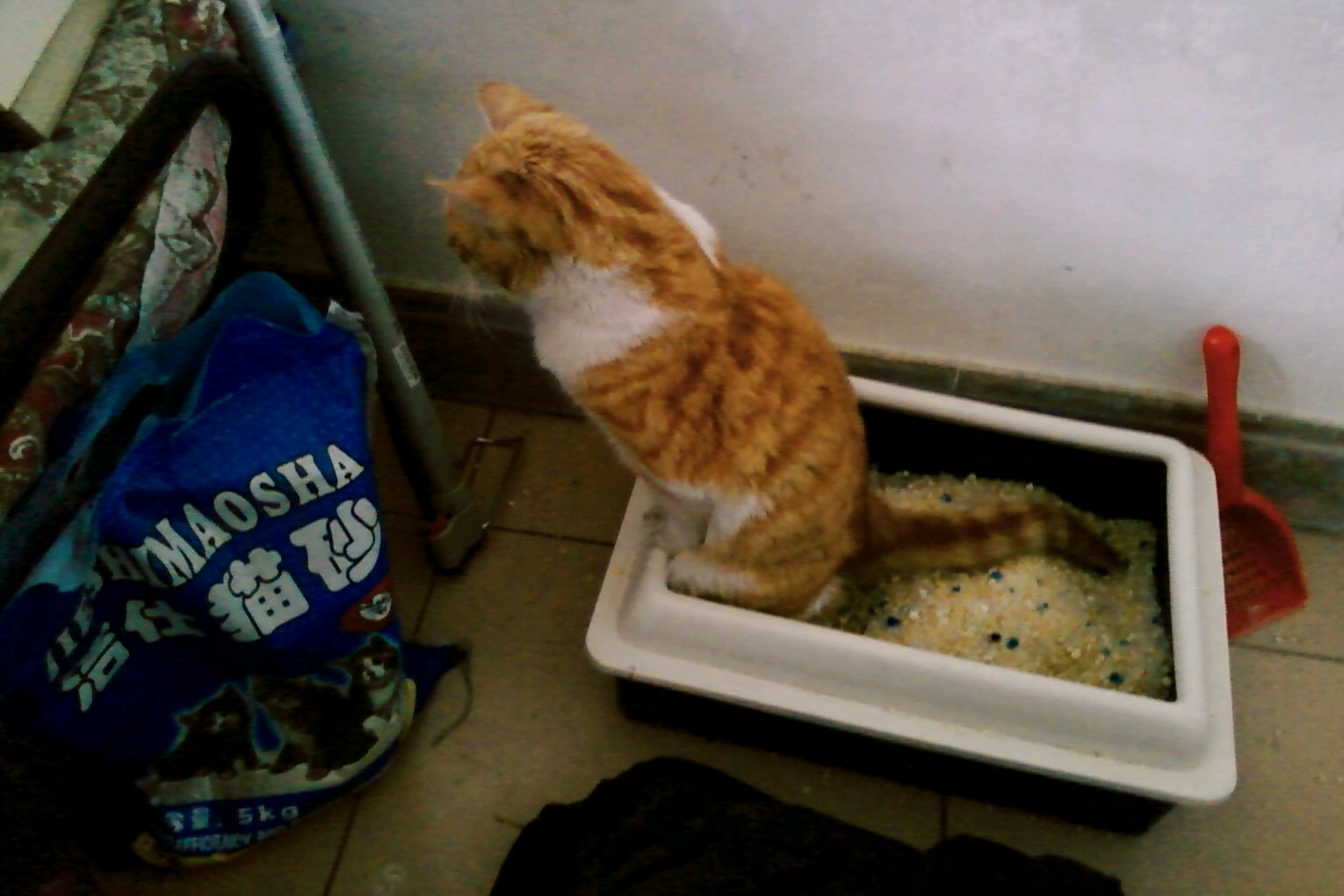
Un gat utilitzant una safata de sorra

Una safata de sorra és un recipient d'interior en el qual els animals domèstics dipositen la femta i l'orina. És utilitzada habitualment per gats però també s'usa per ratolins, serps i altres mascotes, que ho fan de manera natural o després de ser entrenades. En general, s'utilitzen per a animals que es mouen dins del domicili però als quals mai se'ls permet sortir a l'exterior per fer les seves necessitats. Molts propietaris prefereixen que no es moguin per l'exterior per prevenir possibles perills, per la qual cosa la safata de sorra pot evitar aquests riscos
A la natura, els gats generalment excreten en sòl sorrenc o tou per enterrar les restes fàcilment. Per simular aquest desig instintiu, el fons de la safata de sorra s'omple amb un dit o dos de sorra per a gats. Aquest producte és d'un material granulat que absorbeix la humitat i olors, com l'amoníac. Algunes marques de sorra contenen bicarbonat de sodi per absorbir les olors. El material també satisfà la necessitat del gat de fer servir un material en el qual sigui fàcil excavar. La matèria més habitual és argila, encara que els pèl·lets de paper reciclat i les variants de cristalls de sílice també són utilitzades.